# Costa Rica op de Olympische Zomerspelen 1972
Costa Rica nam deel aan de Olympische Zomerspelen 1972 in München, West-Duitsland. Net als tijdens de drie eerdere deelnames werd geen medaille gewonnen.

## Deelnemers en resultaten

### Atletiek
| Olympiër           | Discipline | Resultaat | Prestatie                |
| ------------------ | ---------- | --------- | ------------------------ |
| Ángel Pérez Rafael | 5000m (m)  | DNS       | serie 2: niet gestart    |
| Ángel Pérez Rafael | 10000m (m) | 37e       | serie 2: 13de in 29.36,6 |

### Judo
| Olympiër          | Discipline | Resultaat | Prestatie                    |
| ----------------- | ---------- | --------- | ---------------------------- |
| Roberto Solonzano | -93kg (m)  | 19e       | 1ste ronde: V van AUT Aeilig |

### Schietsport
| Olympiër         | Discipline             | Resultaat | Prestatie                       |
| ---------------- | ---------------------- | --------- | ------------------------------- |
| Hugo Chamberlain | 50m geweer 3 houdingen | 56e       | 1086 punten: (388-337-361)      |
| Hugo Chamberlain | 50m geweer liggend     | 68e       | 586 punten: (97-96-97-98-99-99) |

Afghanistan · Albanië · Algerije · Amerikaanse Maagdeneilanden · Argentinië · Australië · Bahama's · Barbados · België · Bermuda · Birma · Bolivia · Bondsrepubliek Duitsland · Brazilië · Brits-Honduras · Bulgarije · Canada · Ceylon · Chili · Colombia · Congo-Brazzaville · Costa Rica · Cuba · Dahomey · Denemarken · Dominicaanse Republiek · Duitse Democratische Republiek · Ecuador · Egypte · El Salvador · Ethiopië · Fiji · Filipijnen · Finland · Frankrijk · Gabon · Ghana · Griekenland · Groot-Brittannië · Guatemala · Guyana · Haïti · Hongarije · Hongkong · Ierland · IJsland · India · Indonesië · Iran · Israël · Italië · Ivoorkust · Jamaica · Japan · Joegoslavië · Kameroen · Kenia · Khmerrepubliek · Koeweit · Lesotho · Libanon · Liberia · Liechtenstein · Luxemburg · Madagaskar · Malawi · Maleisië · Mali · Malta · Marokko · Mexico · Monaco · Mongolië · Nederland · Nederlandse Antillen · Nepal · Nicaragua · Nieuw-Zeeland · Niger · Nigeria · Noord-Korea · Noorwegen · Oeganda · Oostenrijk · Opper-Volta · Pakistan · Panama · Paraguay · Peru · Polen · Portugal · Puerto Rico · Roemenië · San Marino · Saoedi-Arabië · Senegal · Singapore · Soedan · Somalië · Sovjet-Unie · Spanje · Suriname · Swaziland · Syrië · Taiwan · Tanzania · Thailand · Togo · Trinidad en Tobago · Tsjaad · Tsjecho-Slowakije · Tunesië · Turkije · Uruguay · Venezuela · Verenigde Staten · Vietnam · Zambia · Zuid-Korea · Zweden · Zwitserland